# Gilbert and George

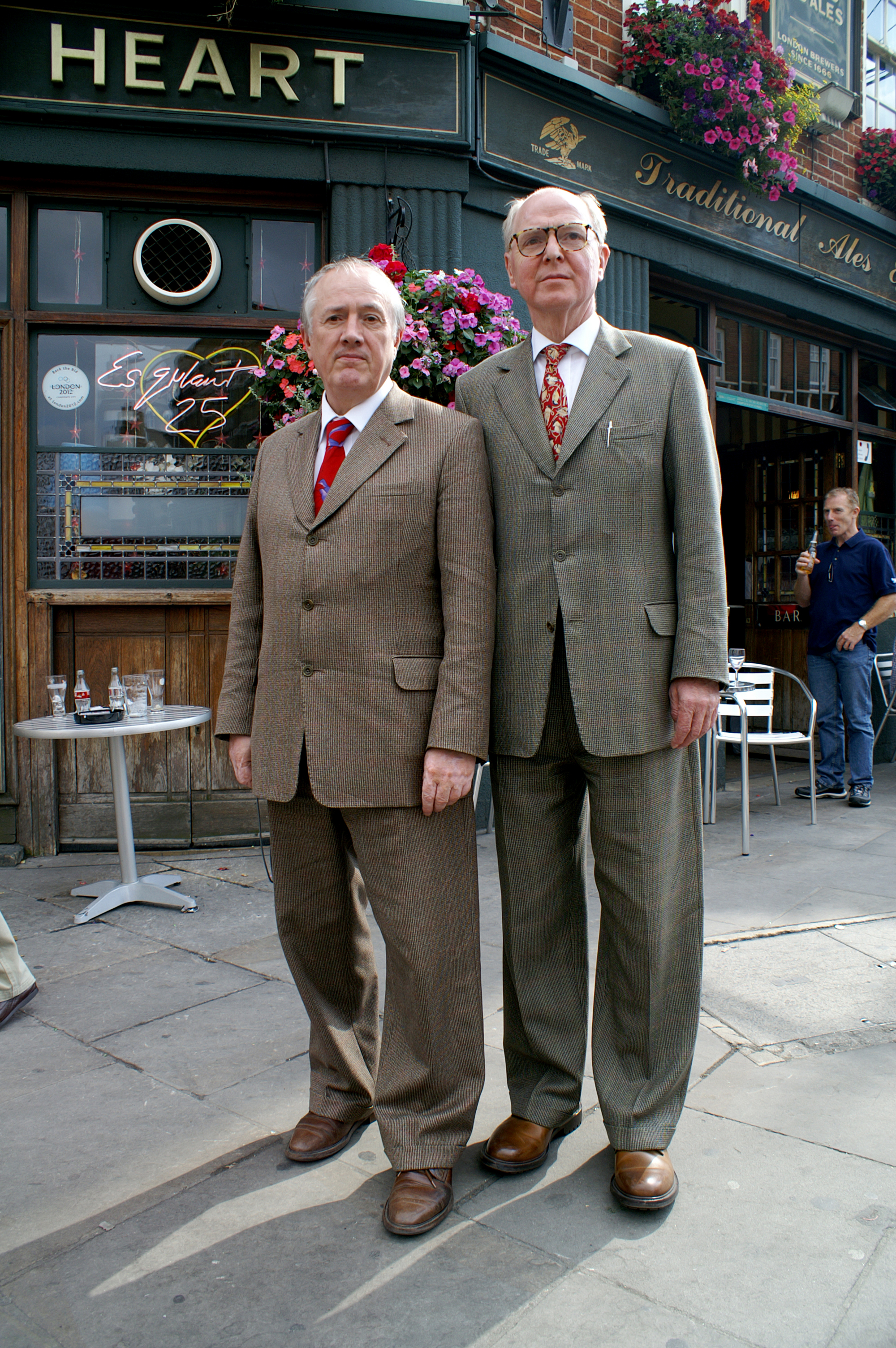
Gilbert & George, 2007.

Gilbert and George (o Gilbert & George) es una pareja de artistas británicos compuesta por Gilbert Proesch (San Martín de Tor, Italia, 17 de septiembre de 1943) y George Passmore (Plymouth, Reino Unido, 8 de enero de 1942), que han desarrollado su labor dentro del arte conceptual, la performance y el body art, siendo famosos principalmente por ejercer de «esculturas vivientes».

## Biografía
Se conocieron siendo estudiantes en la escuela de arte St. Martin's de Londres, y desde 1968 viven juntos y realizan su labor profesional como dúo artístico. Una de sus primeras realizaciones fue The Singing Sculpture (La escultura que canta, 1969), en la que la pareja de artistas bailaban y cantaban Underneath the Arches, un éxito musical de los años 1930. Desde entonces se han forjado una sólida reputación como esculturas vivas, convirtiéndose a sí mismos en obras de arte, expuestas durante diversos intervalos de tiempo a la contemplación del público. Por lo general suelen aparecer impecablemente vestidos con traje y corbata, adoptando diversas posturas en las que permanecen inmóviles, aunque a veces también se mueven o leen algún texto, y en ocasiones aparecen en montajes o instalaciones de diversa índole.
Además de su faceta «escultórica», Gilbert and George también realizan obras pictóricas, collages y fotomontajes, donde a menudo se representan a sí mismos, junto a diversos elementos de su entorno más inmediato, con referencias a la cultura urbana y un fuerte componente reivindicativo, donde abordan temas como el sexo, la raza, la muerte y el sida, la religión o la política, criticando a menudo al gobierno británico y el poder establecido. En ese sentido, su serie más prolífica y ambiciosa ha sido Jack Freak Pictures, donde tienen una presencia constante los colores rojo, blanco y azul de la bandera británica.
Gilbert and George han realizado exposiciones en algunos de los mejores museos y galerías del mundo, como el Stedelijk van Abbemuseum de Eindhoven (1980), la Hayward Gallery de Londres (1987), la Tate Modern (2007), etc. Han participado diversas ocasiones en la Documenta de Kassel (nos 5, 6 y 7), y en 2005 representaron a su país en la Bienal de Venecia. en 1986 fueron ganadores del Premio Turner.